# Sokolovna

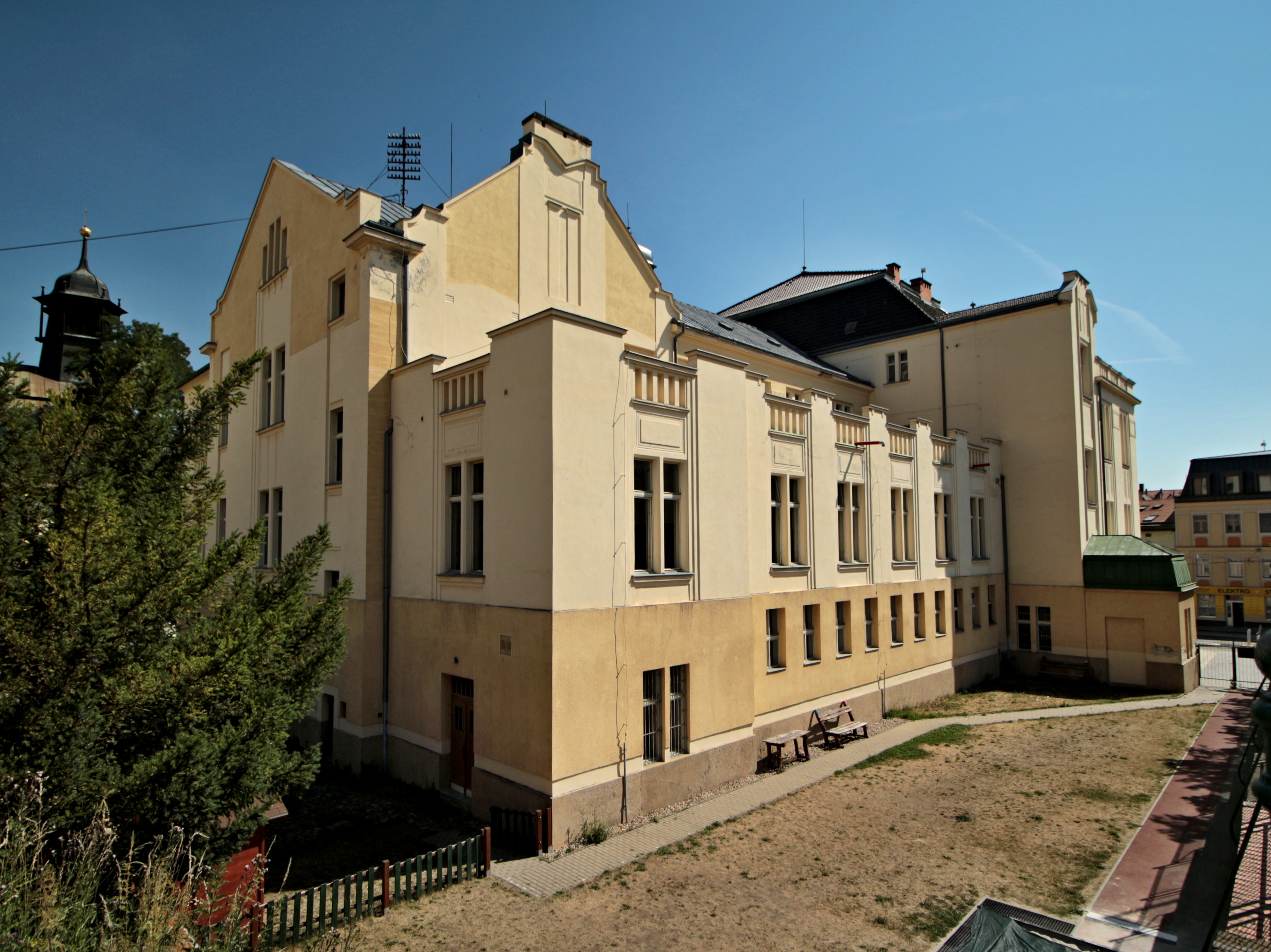
Libeňská sokolovna

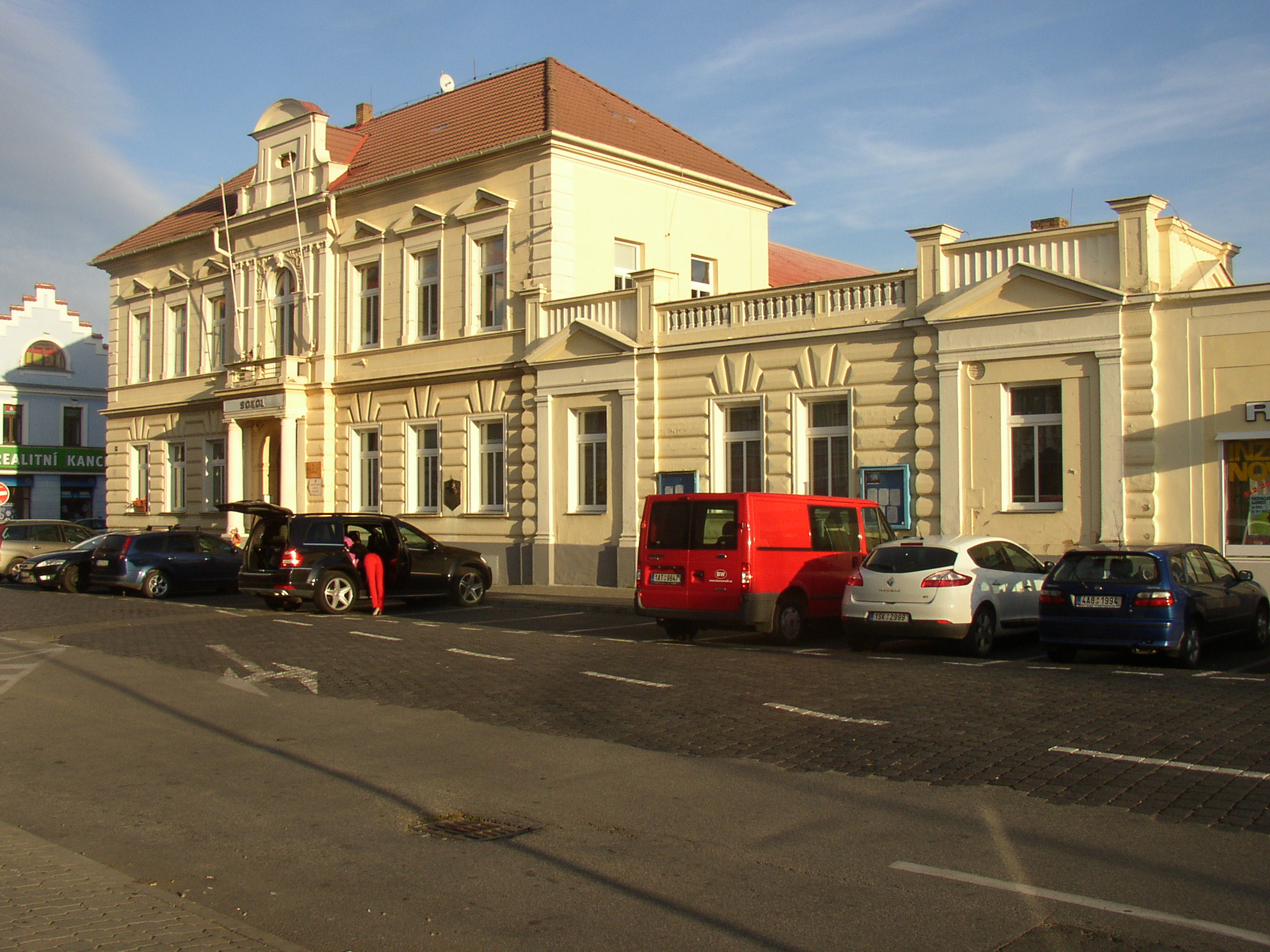
Kladenská sokolovna

Sokolovna je budova tělocvičny, která vznikla pro potřeby Sokola (České obce sokolské). Používá se pro pořádání tělovýchovných, sportovních a kulturních akcí (taneční zábavy, plesy, koncerty, ochotnické divadlo). Tělocvičny byly doplňovány i dalšími objekty pro divadla, kina a restaurace.
První sokolovna byla postavena v Praze 2 na ulici Sokolská 1437 roku 1863. V novorenesančním stylu ji navrhl architekt Vojtěch Ignác Ullmann. Od 60. let 19. století do 40. let 20. století bylo postaveno několik stovek sokoloven ve velkých městech i malých obcích. Sokol nikdy neměl jednotné pravidlo o tom, v jakém slohu mají být sokolovny postaveny a jak mají vypadat. O vzniku a podobě sokoloven rozhodovaly vždy samy jednotlivé jednoty. Stavbu sokoloven ovlivňovaly finanční možnosti jednot, smýšlení jejich představitelů, regionální historie, výběr architekta. Vznikly tak velmi rozmanité komunitní stavby v mnoha architektonických stylech (neogotický, novorenesanční, neoklasicistní, secesní, funkcionalistický) ovlivněné kubismem, art decem, rondokubismem, geometrickou modernou, folklorismem či národním dekorativismem. Sokolovny jsou cenným dokladem vývoje české společnosti, národní identity a sebevědomí, životního stylu a potřeb, sportovních stylů a architektonických přístupů v průběhu osmi dekád na přelomu 19. a 20. století.
Sokolovna se nachází na více místech, např.:
- Libeňská sokolovna
- Sokolovna (Holice)
- Sokolovna (Chlumec nad Cidlinou)
- Sokolovna (Kladno)
- Sokolovna (Kopřivnice)
- Sokolovna (Poděbrady)
- Sokolovna (Rakovník)
- Sokolovna (Zlonice)